# Lyckomaten
Lyckomaten är ett svenskt mat- och livsstilsprogram som hade premiär på SVT i oktober 2019. I Lyckomaten ska 5 deltagare bli lyckligare genom att äta bättre och motionera mer. Som stöd har de tv-kocken och krögaren Tareq Taylor och tränaren och hälsobloggaren Sofia ”PT-Fia” Ståhl. Under de 50 dagar som programmet sträcker sig får deltagarna även träffa en psykolog och en läkare. Programmet handlar inte om viktminskning eller om att kunna springa ett maraton, utan bara om att göra en förändring i livet – att må bra.
Serien har producerats av Jonas Skottheim.